# Грубий Тимофій Омелянович
Тимофі́й Омеля́нович Гру́бий (30 травня 1912 — 21 липня 2005) — радянський військовик, в роки Другої світової війни — командир кулеметного відділення 498-го окремого кулеметно-артилерійського батальйону 54-го укріпленого району 50-го стрілецького корпусу 40-ї армії, молодший сержант, повний кавалер ордена Слави.

## Життєпис
Народився в селі Савинці, нині Тростянецького району Вінницької області, в селянській родині. Українець. Здобув початкову освіту. Працював у господарстві батька, теслею в колгоспній майстерні, на будівництві консервного заводу в Херсоні, на суднобудівному заводі в Миколаєві.
У 1934—1937 роках проходив строкову військову службу в прикордонних військах НКВС СРСР: червоноармієць, командир відділення 13-го Березинського прикордонного загону (Білорусь). Після демобілізації повернувся в рідне село.
З початком німецько-радянської війни у 1941 році опинився на тимчасово окупованій території. Вдруге призваний до лав РСЧА у березні 1944 року. Воював на 2-му Українському фронті.
Демобілізований у жовтні 1945 року. Повернувся в рідне село, до виходу на пенсію працював теслею в колгоспі «Шлях Ілліча».

## Нагороди
Нагороджений українським орденом Богдана Хмельницького 3-го ступеня (14.10.1999), радянськими орденами Вітчизняної війни 1-го ступеня (11.03.1985), Червоної Зірки (14.03.1945), Слави 1-го (15.05.1946), двічі 2-го (04.04.1945, 15.05.1945) та двічі 3-го (30.11.1944, 23.01.1945) ступенів і медалями, в тому числі «За відвагу» (02.12.1944).